# Mona Makram-Ebeid
Pour les articles homonymes, voir Ebeid et Makram Ebeid.
Mona Makram-Ebeid (née le 20 mars 1943 à Qena en Haute-Égypte) est une personnalité politique égyptienne.

## Biographie
Elle est sénatrice égyptienne et ancienne députée du Parlement. Conseillère du Haut représentant de l’ONU pour l’Alliance des civilisations, Miguel Ángel Moratinos, elle est également conférencière émérite au département des sciences politiques de l’Université américaine au Caire. Elle est membre du Conseil national pour les droits de l’homme depuis 2012 et conseillère auprès du ministre du travail et de l’immigration responsable des Égyptiens de l’étranger depuis 2011. Elle a été membre du conseil de la Banque mondiale pour la région Moyen-Orient et Afrique du Nord. Elle a été conseillère auprès du Conseil suprême des forces armées en 2012 et membre du Comité pour l’élaboration des politiques (ONU, 2001-2004).  Elle a été titulaire d’une bourse de recherche au MIT en 2016. Elle est diplômée de l’université Harvard. Elle est une écrivaine prolifique en anglais, français et arabe. Elle est officier de la Légion d’honneur.
Elle est la fille du frère de l'homme politique Makram Ebeid.
Elle est membre d'un certain nombre de partis égyptiens, dont Al- Wafd , Al- Ghad  et le social-démocrate égyptien.

## références
1. ↑  « Mona Makram-Ebeid » , sur worldpolicyconference.com (consulté le 2022).